# Viale Beatrice d'Este
Viale Beatrice d'Este es una calle de Milán, que comienza en la plaza Porta Lodovica  y termina en la Porta Vigentina, continuando con el nombre de Avenida Angelo Filippetti. Es una avenida arbolada, que conecta en su continuación con la Avenida Regina Margherita y la Avenida Majno, que se caracteriza por la presencia de varios palacios históricos de arquitectos conocidos de los 1950 años. Viale Beatrice d'Este forma parte del distrito histórico de la ciudad de Milán Quadronno y es uno de los cuatro distritos más caros de Italia.
Según un estudio, Viale Beatrice d'Este es una de las zonas residenciales más caras de Milán, llegando a alcanzar los 20.000 euros el metro cuadrado en algunos edificios.
El nombre se refiere a la Princesa Beatrice d'Este, Duquesa de Milán en 1494 y esposa de Ludovico Sforza, que se había quedado allí. Durante su reinado, Milán conoció al Renacimiento y él mismo celebró una de las cortes más bellas del norte de Italia. Patrón de Leonardo da Vinci y otros artistas prominentes de su época, es especialmente conocido por encargar la Última Cena a Leonardo da Vinci.
A lo largo de la avenida no hay muchas oficinas, y la avenida es casi exclusivamente residencial. 

## Descripción
La avenida, entre Porta Lodovica y Porta Vigentina, corre a lo largo de la antigua ruta de las murallas españolas y por lo tanto es parte del círculo de bastiones (círculo interno) en la parte sureste de Milán, La avenida Filippetti en el este, con su puerta romana, a través de Gian Galeazzo al oeste, donde se encuentra entonces el Darsena.
A lo largo de la avenida no hay muchas tiendas y actitudes comerciales, mientras que hay los consulados generales de Portugal y Grecia.

## Palacios

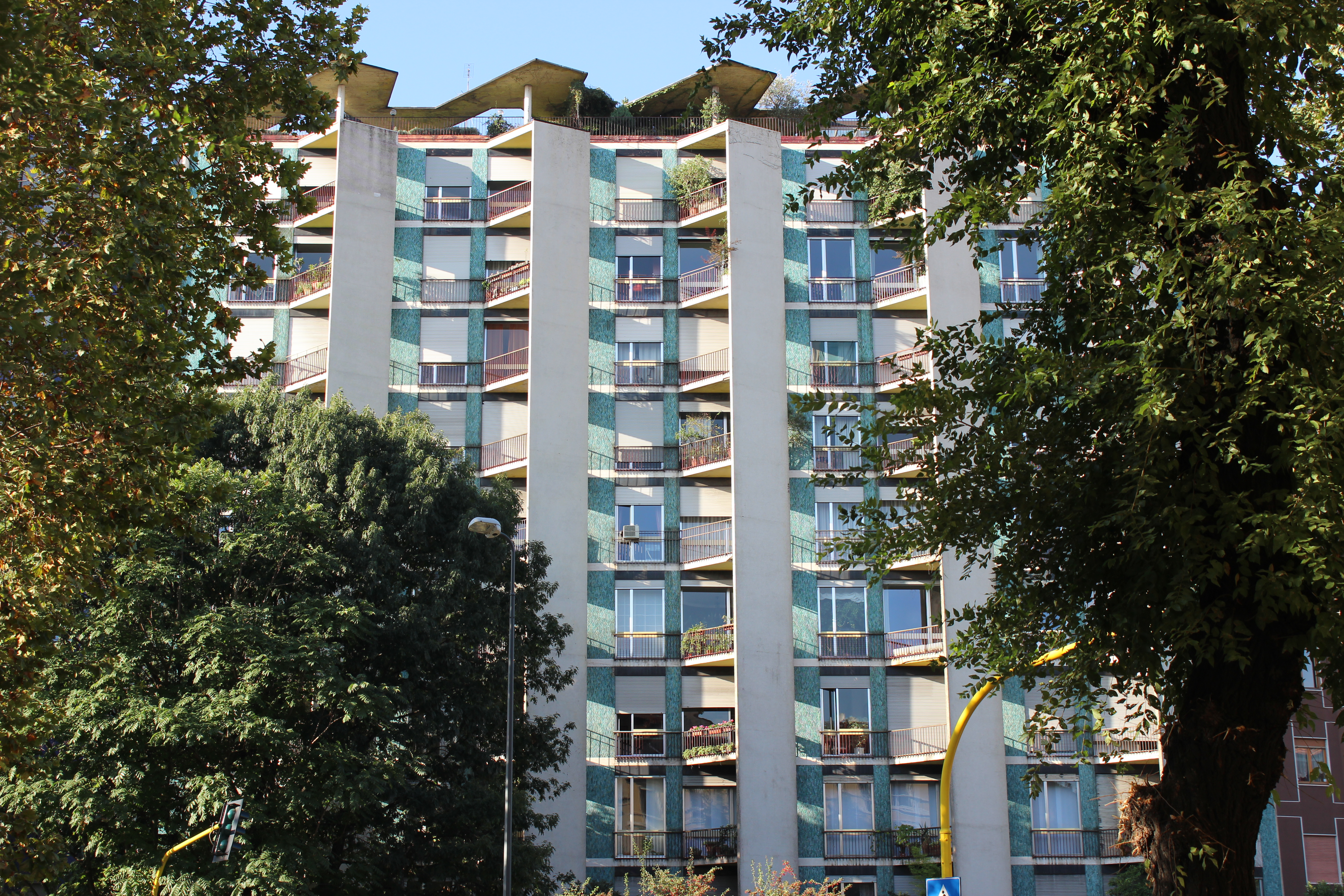
Edificio en viale Beatrice d'Este 16, construido en 1956-57 por Giordano Forti y Camillo Magni

Con sus palacios de arquitectos italianos de la década de 1950, la arquitectura del bulevar da a un largo paseo arbolado sobre el que se pueden encontrar las ruinas de las murallas españolas, que comenzó en 1545 y se abre a las puertas principales de la ciudad, delimitando el dintel datorium urbano.
Entre los palacios en la avenida:
- La Casa Abstracta, Attilio Mariani, Carlo Perogalli, avenida Beatrice d'Este 24 (1951-52)
- Palazzo d'Este, Piero Portaluppi y Gualtiero Galmanini, avenida Beatrice d'Este 23 (1953-56)
- Palazzo Mariani, Attilio Mariani, Carlo Perogalli, avenida Beatrice d'Este 25/26 (1951-56)
- Palazzo Forti Magni, Giordano Forti y Camillo Magni, avenida Beatrice d'Este 16 (1956-57)